# 農業生物資源研究所
国立研究開発法人農業生物資源研究所（のうぎょうせいぶつしげんけんきゅうじょ、英語: National Institute of Agrobiological Sciences、NIAS）は、国立研究開発法人農業生物資源研究所法に定められ、茨城県つくば市観音台二丁目にかつて存在した農林水産省所管の国立研究開発法人。略称は生物研。

## 概要
1983年（昭和58年）に農業技術研究所と植物ウイルス研究所を母体として農業生物資源研究所（英語: National Institute of Agrobiological Resources、NIAR）が創設された。後に2001年（平成13年）には蚕糸・昆虫農業研究所、畜産試験場と家畜衛生試験場の一部と統合する形で独立行政法人化され、2015年4月1日より国立研究開発法人となった。2016年に廃止され、農業・食品産業技術総合研究機構に吸収統合された。
遺伝資源の開発と保全や、先端バイオ技術の開発による生産性向上及び新産業創出などに貢献するような農学上の基礎的研究開発を行っていた。農業生物のゲノム研究に強みを持ち、国際共同プロジェクトにおいてイネゲノムやカイコゲノムの完全解読を主導した。
組織
- 理事長 理事（2名）監事（2名）
  - 統括研究主幹 研究主幹
  - 統括総務主幹
  - 統括管理主幹
- 農業生物先端ゲノム研究センター
- 遺伝子組換え研究センター
- 遺伝資源センター
- 植物科学研究領域
- 昆虫科学研究領域
- 動物科学研究領域

## 関連
- ゼナ（豚）- 2000年7月に農業生物資源研究所で誕生した体細胞クローンによるブタ。クローン豚としては世界では2番目、日本では初の事例となる。